# Mesopotam
Mesopotam (em albanês; em grego: Mesopotamos, Μεσοπόταμος) é uma comuna (em albanês:  komuna) da Albânia localizada no distrito de Delvinë, prefeitura de Vlorë.